# William Hopper (Schauspieler)

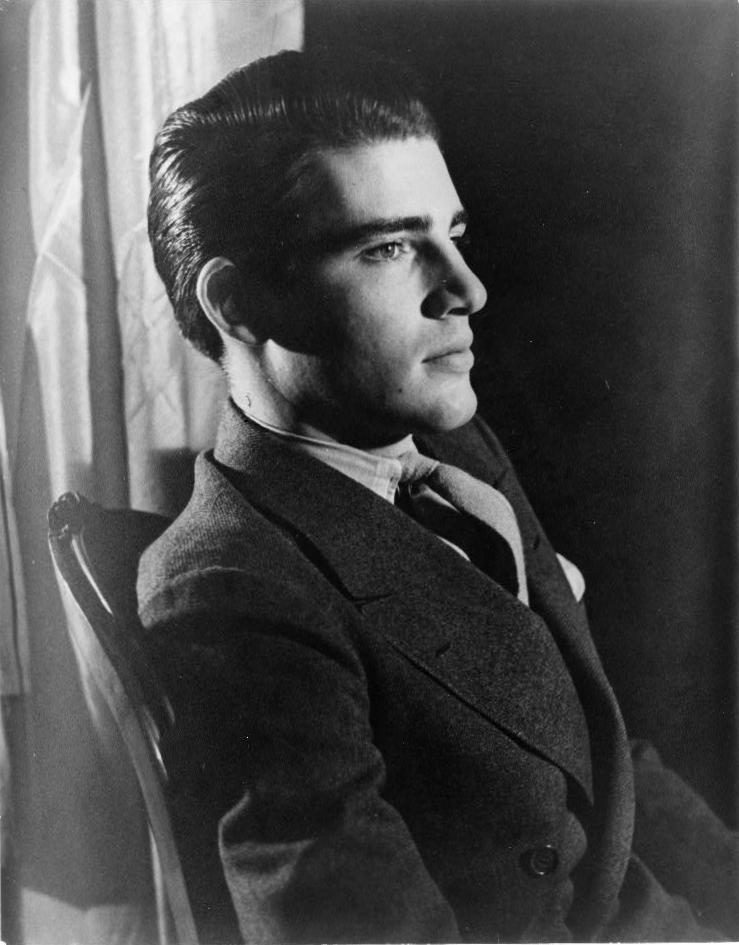
William Hopper (1934, Fotograf: Carl Van Vechten)

William DeWolf Hopper Jr. (* 26. Januar 1915 in New York City, USA; † 6. März 1970 in Palm Springs, Kalifornien, USA) war ein US-amerikanischer Schauspieler, der durch seine Rolle in der Fernsehserie Perry Mason bekannt war.

## Leben

### Jugend und Erste Schauspielkarriere
William Hopper wurde als Sohn des Theaterstars DeWolf Hopper (1858–1935) sowie der Schauspielerin und später als „Klatsch-Kolumnistin“ bekannten Hedda Hopper (1885–1966) geboren. Er stand bereits als Säugling vor der Kamera: 1916 debütierte er an der Seite seines Vaters im Stummfilm Sunshine Dad. Nach der Scheidung der Eltern 1924 zog seine Mutter mit ihm nach Hollywood. Hopper begann seine professionelle Schauspielkarriere im Jugendalter: Während der Sommerferien spielte er 1934 am New Yorker Broadway in Inszenierungen von Order Please sowie Shakespeares Romeo und Julia. 1936 folgte seine erste Sprechrolle in einem Spielfilm in der Rolle eines Fotograf neben Franchot Tone in The King Steps Out. 1937 folgten zwei Hauptrollen in den B-Filmen Public Wedding neben Jane Wyman und Over the Goal mit June Travis. Dennoch blieben seine Rollen in größeren Filmen meist klein und wurden noch nicht einmal im Abspann erwähnt.
Hopper spielte neben Ann Sheridan in The Footloose Heiress, neben John Wayne im Western Ringo, neben Ronald Reagan in Knute Rockne, neben Humphrey Bogart im Kriminalfilm Die Spur des Falken nach Raymond Chandler und neben James Cagney in Yankee Doodle Dandy. Bei vielen Auftritten benutzte Hopper den Namen seines Vaters DeWolf Hopper als Pseudonym, der große Durchbruch blieb ihm allerdings verwehrt. Während des Zweiten Weltkrieges leistete Hopper seinen Militärdienst als Kampfschwimmer in der United States Coast Guard und wurde für besondere Tapferkeit mit dem Bronze Star ausgezeichnet. Nach Kriegsende nahm Hopper seine Schauspielkarriere zunächst nicht wieder auf, sondern arbeitete acht Jahre lang als Autoverkäufer.

### Die zweite Schauspielkarriere
Erst 1954 trat der mittlerweile ergraute Hopper für das Drama Es wird immer wieder Tag mit John Wayne und Claire Trevor wieder vor die Kamera. Es folgten Auftritte als Vater von Natalie Wood in … denn sie wissen nicht, was sie tun, als Bruder von Robert Mitchum in Western Spur in den Bergen und als „Colonel Penman“ im Drama Böse Saat. Seinen letzten Filmauftritt hatte er 1970 als Richter in dem vielgescholtenen Myra Breckinridge – Mann oder Frau? nach einem Roman von Gore Vidal.
1957 erhielt Hopper seine bekannteste Rolle. Für die Fernsehserie Perry Mason nach den gleichnamigen Kriminalromanen von Erle Stanley Gardner verkörperte er den Privatdetektiv Paul Drake, den Freund und Helfer der Titelfigur, dargestellt von Raymond Burr. Ursprünglich sollte Hopper selbst den Mason und Burr den Drake spielen, jedoch wurde kurz vor Beginn der Dreharbeiten eine Umbesetzung vorgenommen. Bis zur Einstellung der Serie 1966 spielte Hopper den sportlichen, loyalen und stets erfolgreichen Detektiv, für die er 1959 eine Emmy-Nominierung als bester Nebendarsteller erhielt. Die weiteren Hauptdarsteller der Serie waren Ray Collins als Polizeileutnant Arthur Tragg und William Talman als Staatsanwalt Hamilton Burger. Als 1986 eine Neuauflage der Serie mit den alten Hauptdarstellern Raymond Burr und Barbara Hale (als Perrys Assistentin „Della Street“) gemacht wurde, wurde die Rolle des „Paul Drake“ wegen des Todes Hoppers nicht neu besetzt. Stattdessen spielte William Katt, der Sohn Barbara Hales, die Rolle des Sohnes (Paul Drake Jr.) des in der Serienhandlung ebenfalls verstorbenen Paul Drake.
Außerdem gab Hopper in den fünfziger und sechziger Jahren zahlreiche Gastauftritte in Serien wie Rauchende Colts, Studio 57 und On Trial.

### Privates
William Hopper war in erster Ehe mit der Schauspielerin Jane Gilbert, der Schwester der Hollywoodschauspielerin Margaret Lindsay, verheiratet. Er erlitt am 14. Februar 1970 in seinem Haus in Yucca Valley, Kalifornien, einen Schlaganfall und wurde in Palm Springs in ein Krankenhaus eingeliefert. Dort starb er am 6. März 1970 an einer Lungenentzündung. Er ist auf dem Rose Hills Memorial Park beerdigt. 

## Filmografie (Auswahl)
- 1916: Sunshine Dad
- 1936: The King Steps Out
- 1937: Mr. Dodd Takes the Air
- 1937: Public Wedding
- 1937: Over the Goal
- 1937: The Footloose Heiress
- 1938: Mystery House
- 1938: Bei mir bist du schön (Love, Honor and Behave)
- 1938: Mystery House
- 1939: Ringo (Stagecoach)
- 1939: Enthüllung um Mitternacht (Midnight)
- 1939: Vier Töchter räumen auf (Daughters Courageous)
- 1939: Die alte Jungfer (The Old Maid)
- 1939: Das zweite Leben des Dr. X (The Return of Doctor X)
- 1939: Zwölf Monate Bewährungsfrist (Invisible Stripes)
- 1940: The Fighting 69th
- 1940: Goldschmuggel nach Virginia (Virginia City)
- 1940: Orchid, der Gangsterbruder (Brother Orchid)
- 1940: Keine Zeit für Komödie (No Time for Comedy)
- 1940: Knute Rockne, All American
- 1941: Dem Schicksal vorgegriffen (Flight from Destiny)
- 1941: Mr. X auf Abwegen (Footsteps in the Dark)
- 1941: Der Herzensbrecher (Affectionately Yours)
- 1941: Die Braut kam per Nachnahme (The Bride Came C.O.D.)
- 1941: Herzen in Flammen (Manpower)
- 1941: Dive Bomber
- 1941: Die Spur des Falken (The Maltese Falcon)
- 1941: Blues in the Night
- 1941: Sein letztes Kommando (They Died with Their Boots On)
- 1941: Schrecken der zweiten Kompanie (You’re in the Army Now)
- 1942: Agenten der Nacht (All Through the Night)
- 1942: Thema: Der Mann (The Male Animal)
- 1942: Die Gauner GmbH (Larceny, Inc.)
- 1942: Yankee Doodle Dandy
- 1942: Jukebox-Fieber (Juke Girl)
- 1942: Abenteuer in Panama (Across the Pacific)
- 1942: Sabotageauftrag Berlin (Desperate Journey)
- 1942: Beyond the Line of Duty (Kurzfilm)
- 1942: Der freche Kavalier (Gentleman Jim)
- 1943: In die japanische Sonne (Air Force)
- 1943: Einsatz im Nordatlantik (Action in the North Atlantic)
- 1954: Es wird immer wieder Tag (The High and the Mighty)
- 1954: Das letzte Gefecht (Sitting Bull)
- 1954: Spur in den Bergen (Track of the Cat)
- 1955: Die Eroberung des Weltalls (Conquest of Space)
- 1955: Desperados (Robbers’ Roost)
- 1955: Und wäre die Liebe nicht... (One Desire)
- 1955: … denn sie wissen nicht, was sie tun (Rebel Without a Cause)
- 1956: Lebewohl, kleine Lady (Good-bye, My Lady)
- 1956: Der Held von Texas (The First Texan)
- 1956: Rauchende Colts (Gunsmoke, Fernsehserie, 2 Folgen)
- 1956: Böse Saat (The Bad Seed)
- 1957: Das todbringende Ungeheuer (The Deadly Mantis)
- 1957: Die Bestie aus dem Weltenraum (20 Million Miles to Earth)
- 1957: Slim Carter
- 1957–1966: Perry Mason (Fernsehserie, 268 Folgen)
- 1970: Myra Breckinridge – Mann oder Frau? (Myra Breckinridge)